# 市川團蔵 (3代目)

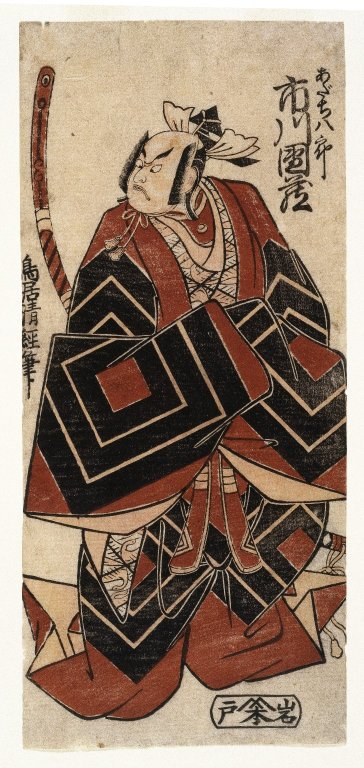
三代目市川團蔵のあだち八郎（『暫』）。宝暦12年（1762年）11月の市村座『競歌栄小町』（きそえうたさかえこまち）より。鳥居清経画。

三代目 市川 團蔵（いちかわ だんぞう、宝永6年〈1719年〉 - 明和9年6月24日〈1772年7月24日〉）とは、江戸時代の歌舞伎役者。屋号は三河屋、俳名は市紅。紋は丸に三引・三升。
森田座の手代又兵衛（坂東又九郎の親族筋）の子。享保15年(1730年) に狂言作者坂東田助の養子となり、坂東次郎三郎を名乗る。田助の師匠坂東又九郎の門下に入ったが、間もなく初代市川團蔵の門下に転じ、市川次郎三と改名。元文4年(1739年)に初代の養子となり、初代の弟が名乗っていた名跡市川團三郎を襲名するも、翌年の元文5年4月に養父の初代團蔵、10月には養家の兄の二代目團蔵が死去したのに伴い、同年11月に中村座『宮柱太平記』の村上彦四郎役で三代目團蔵を襲名した。のち延享元年(1744年)大坂に上り、中の芝居に出る。寛延元年（1748年）には京都に行き染松七三郎座に出演、以後上方にとどまって舞台を勤めた。宝暦11年(1761年)、十八年ぶりに江戸に戻り森田座に出演する。明和7年(1765年)再び大坂に行き、翌年江戸に戻る。明和9年1月、中村座での出演を最後に舞台に立つことなく、同年6月に死去した。
江戸の役者であったが、その生涯において江戸よりも上方の舞台を長く勤めている。二代目市川團十郎に似た芸風だといわれ、武道、実事、荒事を能くし、敵役も兼ねた。
四代目は三代目の位牌養子（未亡人の養子）の三代目市川團三郎が四代目市川團蔵を襲名。